# توقيت غرب أوروبا الصيفي
| أزرق فاتح | توقيت غرب أوروبا / توقيت غرينيتش (UTC)                                         |
| أزرق      | توقيت غرب أوروبا / توقيت غرينيتش (UTC)                                         |
| أزرق      | توقيت غرب أوروبا الصيفي / توقيت بريطانيا الصيفي / توقيت أيرلندا الرسمي (UTC+1) |
| أحمر      | توقيت وسط أوروبا (UTC+1)                                                       |
| أحمر      | توقيت وسط أوروبا الصيفي (UTC+2)                                                |
| أصفر      | توقيت شرق أوروبا / توقيت كالينينغراد (UTC+2)                                   |
| ذهبي      | توقيت شرق أوروبا (UTC+2)                                                       |
| ذهبي      | توقيت شرق أوروبا الصيفي (UTC+3)                                                |
| أخضر      | توقيت موسكو / توقيت تركيا (UTC+3)                                              |
| فيروزي    | توقيت أرمينيا / توقيت أذربيجان / توقيت جورجيا (UTC+4)                          |

توقيت غرب أوروبا الصيفي (WEST) (UTC+01:00) هو توقيت يستخدم في الصيف لأجل المحافظة على الوقت ويتم استخدامه في:
- جزر الكناري
- البرتغال (بما في ذلك ماديرا ولكن ليس جزر الأزور)
- ايرلندا
- المملكة المتحدة
- تبعيات التاج البريطاني
- جزر فارو

توقيت غرب أوروبا الصيفي له أسماء أخرى في بعض البلدان مثل:
- التوقيت الصيفي البريطاني (BST) في المملكة المتحدة.
- التوقيت الأيرلندي الرسمي (IST) في أيرلندا.